# Tomorrow Is Ours - Il domani è nostro
Tomorrow Is Ours - Il domani è nostro (Demain nous appartient) è una soap opera francese trasmessa su TF1 dal 17 luglio 2017.
In Italia viene trasmessa dal 26 febbraio 2018 su Fox Life.

## Trama
La serie si svolge a Sète in Francia sul mare e segue la vita quotidiana delle famiglie Delcourt, Vallorta, Lazzari, Beddiar, Moreno e Raynaud tra storie d'amore, piccoli e grandi fastidi, tutto punteggiato da intrighi che mescolano ritorni, segreti, tentati omicidi, sequestri e storie di vendetta.

## Personaggi e interpreti

### Principali[3]
- Karim Saeed (puntata 1 -in corso) interpretato da Samy Gharbi, doppiato da Marcello Moronesi

#### Famiglia Delcourt
- Chloé Delcourt (puntata 1-in corso), interpretata da Ingrid Chauvin, doppiata da Maddalena Vadacca
- Alex Bertrand/Paul Bellanger (puntata 1-in corso), interpretato da Alexandre Brasseur, doppiato da Claudio Moneta
- Marianne Delcourt (puntata 1-in corso), interpretata da Luce Mouchel, doppiata da Valeria Falcinelli
- Anna Delcourt (puntata 1-in corso), interpretata da Maud Baecker, doppiata da Gea Riva
- Maxime Delcourt-Bertrand (puntata 1-in corso), interpretato da Clément Rémiens, doppiato da Gianandrea Muià
- Judith Delcourt-Bertrand (puntata 1-in corso), interpretata da Coline Bellin (puntata 1-120) e da Sylvie Filloux (puntata 130-in corso), doppiata da Giulia Bersani
- Thomas Delcourt (puntata 95-in corso), interpretato da Cyril Garnier
- Penèlope (puntata 1-448), interpretata da Mimie Mathy.

#### Famiglia Lazzari
- Victoire Lazzari (puntata 1-in corso), interpretata da Solène Hébert, doppiata da Ilaria Silvestri
- Sandrine Lazzari (puntata 1-in corso), interpretata da Juliette Tresanini, doppiata da Maura Marenghi
- Lucas Lazzari-Moiret (puntata 28-in corso), interpretato da Valentin du Peuty, doppiato da Manfredi Mo
- Arthur Lazzari-Moiret (puntata 28-in corso), interpretato da Jean-Baptiste Lamour, doppiato da Norman Mulinacci
- Laurence Moiret (puntata 1-in corso), interpretata da Charlotte Valandrey, doppiata da Cristina Giolitti
- Bastien Laval (puntata 1-150), interpretato da Joffrey Platel, doppiato da Francesco De Marco

- Joaquim Dulac, interpretato da Yannick Soulier, doppiato da Ruggero Andreozzi

#### Famiglia Moreno
- Dylan Moreno (puntata 8-in corso), interpretato da Joaquim Fossi, doppiato da Vito Ventura
- Jessica Moreno (puntata 4-in corso), interpretata da Garance Teillet, doppiata da Federica Simonelli
- Christelle Moreno (puntata 6-in corso), interpretata da Ariane Séguillon, doppiata da Lorella De Luca
- Sylvain Moreno (puntata 9-in corso), interpretato da Arnaud Henriet, doppiato da Oliviero Corbetta
- Betty Moreno (puntata 6-in corso), interpretata da Lou Jean, doppiata da Elisa Cavallo
- Roch Moreno (puntata 6-45), interpretato da Pascal Casanova, doppiato da Riccardo Rovatti

#### Famiglia Vallorta
- Bart Vallorta (puntata 2-in corso), interpretato da Hector Langevin, doppiato da Mosè Singh
- Flore Vallorta (puntata 1-in corso), interpretata da Anne Caillon, doppiata da Luisa Ziliotto
- Léonard Vallorta (puntata 1-in corso), interpretato da Patrick Rocca, doppiato da Mauro Zucca
- Élisabeth Vallorta (puntata 2-174), interpretata da Laure Killing, doppiata da Elisabetta Cesone
- Eddy Vallorta (puntata 2-in corso), interpretato da Loris Freeman, doppiato da Diego Baldoin
- Grégory Auclair-Vallorta (puntata 22-52), interpretato da Rodolphe Couthouis, doppiato da Roberto Palermo

#### Famiglia Beddiar
- Leila Beddiar (puntata 3-in corso), interpretata da Samira Lachhab, doppiata da Simona Biasetti
- Bilel Beddiar (puntata 3-in corso), interpretato da Atmen Kelif, doppiato da Luca Ghignone
- Noor Beddiar (puntata 3-in corso), interpretata da Sahelle de Figuereido, doppiata da Erica Laiolo
- Soraya Beddiar (puntata 1-in corso), interpretata da Kenza Saib-Couton, doppiata da Giuliana Atepi
- Lyès Beddiar (puntata 1-12), interpretato da Mehdi Moutia, doppiato da Manuel Galletti
- Yasmine Beddiar (puntata 4-15), interpretata da Sonia Bendhaou, doppiato da Laura Cherubelli
- Mehdi (puntata 186-in corso), interpretato da Simon Aouizerate

## Produzione

### Sviluppo
Per rilanciare il prime time, TF1 decise di provare una formula finora inedita: la soap opera di sera. Lanciata in estate, erano inizialmente previste 130 puntate da 26 minuti.
Il 17 novembre 2017, TF1 annuncia l'ordine di 60 ulteriori episodi.
L'11 gennaio 2018, TF1 annuncia l'ordine di 260 episodi per una durata fino al febbraio 2019.

### Riprese
Le riprese della serie cominciarono nel giugno del 2017 a Sète, in una ex fabbrica di proprietà della Chai Skalli, un'azienda vinicola.
Circa 200 tecnici lavorano sul set in tre squadre, di cui una in studio e due all'aperto.

## Episodi
| Stagione | Intrigo                 |         | Prima TV Francia | Prima TV Francia                 | Prima TV Italia | Prima TV Italia                        |
| Stagione | Intrigo                 | Puntate | Anno             | Messa in onda                    | Anno            | Messa in onda                          |
| -------- | ----------------------- | ------- | ---------------- | -------------------------------- | --------------- | -------------------------------------- |
| 1        | Explosion en pleine mer | 1-25    | 2017             | Dal lunedì al venerdì alle 19:20 | 2018            | Dal lunedì al venerdì alle 14:15/15:05 |
| 1        | L’héritage des Vallorta | 26-50   | 2017             | Dal lunedì al venerdì alle 19:20 | 2018            | Dal lunedì al venerdì alle 14:15/15:05 |
| 1        | Le jeu de l’Ange        | 51-75   | 2017             | Dal lunedì al venerdì alle 19:20 | 2018            | Dal lunedì al venerdì alle 14:15/15:05 |
| 1        | La disparition d’Alex   | 76-95   | 2017             | Dal lunedì al venerdì alle 19:20 | na              | Dal lunedì al venerdì alle 14:15/15:05 |
| 1        | Angelina                | 96-115  | 2017             | Dal lunedì al venerdì alle 19:20 | na              | Dal lunedì al venerdì alle 14:15/15:05 |
| 1        | Un bébé pour Noël       | 116-130 | 2017-2018        | Dal lunedì al venerdì alle 19:20 | na              | Dal lunedì al venerdì alle 14:15/15:05 |
| 1        | Le corbeau              | 131-150 | 2018             | Dal lunedì al venerdì alle 19:20 | na              | Dal lunedì al venerdì alle 14:15/15:05 |
| 1        | Harcelée                | 151-170 | 2018             | Dal lunedì al venerdì alle 19:20 | na              | Dal lunedì al venerdì alle 14:15/15:05 |
| 1        | Le Tueur aux Alliances  | 171-189 | 2018             | Dal lunedì al venerdì alle 19:20 | na              | Dal lunedì al venerdì alle 14:15/15:05 |
| 1        | Manteau rouge           | 190-209 | 2018             | Dal lunedì al venerdì alle 19:20 | na              | Dal lunedì al venerdì alle 14:15/15:05 |
| 1        | Coup pour coup          | 210-229 | 2018             | Dal lunedì al venerdì alle 19:20 | na              | Dal lunedì al venerdì alle 14:15/15:05 |
| 1        | Malédiction             | 230-246 | 2018             | Dal lunedì al venerdì alle 19:20 | na              | Dal lunedì al venerdì alle 14:15/15:05 |
| 1        | À la vie, à la mort ?   | 247+    | 2018             | 18:50 (puntata 247)              | na              | Dal lunedì al venerdì alle 14:15/15:05 |
| 1        | À la vie, à la mort ?   | 247+    | 2018             | Dal lunedì al venerdì alle 19:20 | na              | Dal lunedì al venerdì alle 14:15/15:05 |

## Accoglienza

### Ascolti
Il primo episodio della serie venne seguito da 3.320.000 telespettatori, con uno share del 22,8%.
L'episodio più visto della serie è andato in onda il 9 aprile 2018 ed è stato seguito da 3.450.000 telespettatori, con uno share del 17,2%.

### Critica
Il terzo giorno della trasmissione, AlloCiné menziona un punteggio di soddisfazione dello spettatore di 3,2 su 5156.
Romain Delacroix del Le Figaro osserva che "Nonostante alcune improbabilità, l'indagine un po' artificiale, riesce a reggere nonostante tutto. Superiamo le poche debolezze, compresa la rischiosa performance di Lorie Pester".
Pierre Sérisier del Le Monde scrive: "tutti gli ingredienti sono lì per apparire in vista alle 19:20 prima di entrare nel santuario del telegiornale alle 20:00. Da questo punto di vista, la serie è abbastanza irreprensibile, la formula è fluida, ci sono colpi di scena ogni dieci minuti, a metà e alla fine dell'episodio, la storia si muove rapidamente".